# Финно-пермские языки
Финно-пе́рмские языки́ — одна из двух ветвей финно-угорских языков. Другой ветвью являются угорские языки. Языки распространены на территории России, Финляндии, Эстонии, Норвегии и Швеции.
К финно-пермским языкам относятся:
- пермская группа
  - удмуртский язык
  - коми язык
  - коми-пермяцкий язык
- марийская группа
  - горномарийский язык (западный)
  - луговомарийский язык (восточный)
- финно-волжская группа
  - мордовская подгруппа
    - эрзянский язык
      - шокшинское наречие

    - мокшанский язык

  - мерянский язык † (возможно, родственен марийскому языку, с которым образовывал мерянско-марийскую группу[2])
  - муромский язык † (возможно, входил в мерянско-марийскую группу[2])
  - мещерский язык † (возможно, входил в мордовскую подгруппу[3])
  - язык(и) субстратной топонимии Русского Севера †
  - прибалтийско-финская подгруппа (финская)
    - финский язык
      - меянкиели
      - квенский язык

    - ижорский язык
    - карельский язык
      - собственно карельское наречие
      - ливвиковское наречие
      - людиковское наречие
      - тверской карельский

    - вепсский язык
    - водский язык
    - северноэстонский язык (собственно эстонский)
      - южноэстонский язык

    - ливский язык — северо-западная Латвия

  - саамская подгруппа
    - Западносаамский кластер
      - южносаамский язык — Норвегия и Швеция
      - уме-саамский язык (ууме) — Норвегия и Швеция
      - луле-саамский язык (лууле) — Норвегия и Швеция
      - пите-саамский язык (пите) — Норвегия и Швеция
      - северносаамский язык — Норвегия, Швеция и Финляндия

    - Восточносаамский кластер
      - бабинский саамский язык (аккала) † — Россия
      - кеми-саамский язык † — саамы центральной Финляндии
      - инари-саамский язык — Финляндия
      - йоканьгско-саамский язык (терско-саамский) — Россия
      - кильдинский саамский язык — Россия
      - колтта-саамский язык (сколт, вкл. нотозерский диалект в России)

## Статус
Традиционно считается, что общая лексика и грамматика убедительно поддерживают существование финно-пермской стадии распада западных уральских языков.
С другой стороны, Салминен ставит под вопрос те несколько небесспорных фонологических инноваций, которые раньше считались общими для финно-пермских языков. По его мнению, нет фонологических оснований для выделения финно-пермской и финно-волжской стадий. Взамен он предлагает модель финно-угорского древа с лишь одним узлом ветвления между группами — в виде «гребня».
По мнению Сюрьянена с соавторами, лексикостатистическое моделирование также не поддерживает реальное существование финно-пермской стадии.

## Носители праязыка
Хозяйство носителей финно-пермского праязыка, жителей лесной зоны Поволжья, по-прежнему было преимущественно присваивающим и базировалось на охоте и рыболовстве. В то же время, у более развитых арийских и прабалтских культур бронзового века они начинают перенимать элементы земледелия и скотоводства, о чём свидетельствуют соответствующие слова и заимствования, общие для финно-пермских языков:
- *jewä ’зерно, хлеб в зерне’ < арийск. *iawa
- *kʊ̈ntɜ ’хлеб в зерне, семена’
- *riŋe-še ’рига, овин’
- *ésuka ’ость, мякина’ < арийск.: др.-инд. ésūka-
- *pošɜ ’сито, просеивать; веять зерно’
- *oča ’овца’ < протобалт. *avikā
- *porśas ’свинья’ < протобалт. *paršas

По-видимому, земледелие пока играло вспомогательную узко-специальную роль — зерно выращивалось для приготовления пива или браги:
- *surɜ ’пиво’ < ар.: др.-инд. surā ’алкогольный напиток’
- *taŋka/*takka ’кисть, бахрома; хмель’ < иран.: осет. tag ’полоса, прядь’
- *čoše ’ячмень; солод’
- *jimä ’солод, саламата’
- *čamćɜ ’прокисший’

Лишь после распада финно-пермского единства, к концу 2 тысячелетия до н. э., земледелие станет значимой частью хозяйства финно-волжан и прапермян. По мере перехода к земледелию и распространения овцеводства, в рационе становится необходимой соль, название которой *sōla также протобалтского происхождения.